# Hogtrough-Antenne
Als Hogtrough Antennen und im deutschen Sprachraum auch als Balkenantenne bekannt, werden vertikal polarisierte horizontale Antennen-Arrays für SSR- und IFF-Radarsensoren bezeichnet die bezogen auf die horizontale der Antenne ein symmetrisches vertikales Antennendiagramm erzeugen. Die ursprüngliche Bedeutung ist gemäß ICAO-Dokument Doc-9684 von Antennen-Arrays abgeleitet, in denen die Antennen in sogenannten Corner-Reflector angeordnet sind. Da die Form eines Corner-Reflectors im Frequenzbereich 1030–1090 MHz der eines metallischen Schweinetrogs (engl. Hog Trough) ähnelt, wurde diese Antennenform seit den 1960er Jahren als Hogthrough-Antenne bezeichnet.
|  |  |

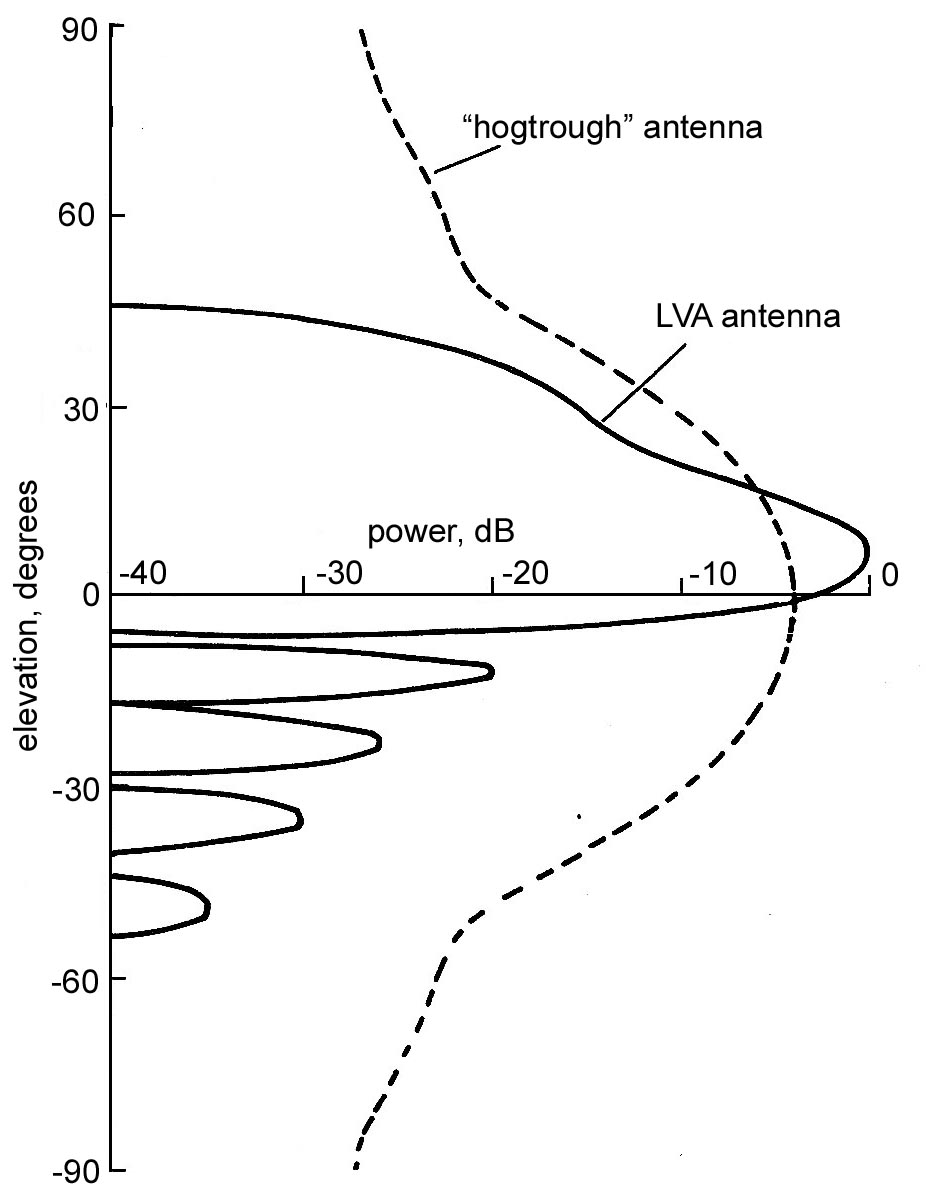
Vergleich der prinzipiellen vertikalen Antennendiagramme von Hogtrough- bzw. LVA-Antennen-Arrays und Nutzung von PSR-Antennen-Spiegeln für SSR-Radar

Die 3 dB-Breite des Antennendiagramms in der Horizontalebene ist abhängig von der verwendeten Zahl der Einzelantennen in einem linearen Antennenarray >2°. Die 3 dB-Breite des in der Vertikalebene des Antennendiagramms ist bezogen auf die horizontale Ebene des linearen Antennen-Arrays zwischen ±20° und ±22,5°.S.1 Bei Nutzung anderer Einzelantennen zum Aufbau einer Balkenantenne kann die Breite des Vertikaldiagramms bei Nutzung einer sogenannten Kammerantenne mit bis zu ±12,5° kleiner oder bei Nutzung von LPD (engl. Logarithmic Periodic Dipoles, dt. Logarithmisch Periodische Dipolantennen) bis zu ±30° breit sein.
Demgegenüber besitzen PSR-Radar-Spiegel, die bei ASR für SSR- und IFF-Radarsensoren mitgenutzt werden und LVA-Antennen ein cosec²-förmiges Elevations-Antennendiagramm. Dadurch werden Einflüsse durch Reflexionen am Erdboden, Terrain und Bebauung minimiert.
| Array Typ  | Antennengewinn in dB | Azimuth 3 dB Breite der Antenne | Elevation 3 dB Breite der Antennen bei 0° Azimuth | Einzel-Antennen-Typ | Länge  | Höhe  | Hersteller | Referenz |
| ---------- | -------------------- | ------------------------------- | ------------------------------------------------- | ------------------- | ------ | ----- | ---------- | -------- |
| Hogthrough | ≥23 dB               | 1,9° ±0,2°                      | 35°                                               | Kammerstrahlantenne | 10,5 m | 0,5 m | Telefunken | [ 2 ]    |
| Hogthrough | ≥21 dB               | 2,5° ±0,2°                      | 60°                                               | LPD                 | 9,4 m  | 0,2 m | Telefunken | [ 2 ]    |
| Hogthrough | ≥19 dB               | 4.0° ±0,4°                      | 60°                                               | LPD                 | 6,2 m  | 0,2 m | Telefunken | [ 2 ]    |
| Hogthrough | ≥17 dB               | 6.0° ±0,6°                      | 60°                                               | LPD                 | 4,2 m  | 0,2 m | Telefunken | [ 2 ]    |

Anmerkung: Referenzantenne für den Antennengewinn nicht angegeben